# زوران پلانینیچ
زوران پلانینیچ (کرواتی: Zoran Planinić؛ زادهٔ ۱۲ سپتامبر ۱۹۸۲) بازیکن بسکتبال اهل کرواسی بود.
از باشگاه‌هایی که در آن بازی کرده‌است می‌توان به باشگاه بسکتبال ساسکی باسکونیا، سیبونا زاگرب، باشگاه ورزشی افس پیلسن، بروکلین نتس، و باشگاه بسکتبال زسکا مسکو اشاره کرد.
وی در مسابقات کشوری و بین‌المللی در مجموع برندهٔ ۲ مدال نقره، ۱ مدال برنز شده‌است.